# Matteo d'Acquasparta
 Matteo d'Acquasparta est un cardinal italien né vers 1237 à Acquasparta, en Ombrie et décédé le 28 ou 29 octobre 1302 à Rome. Il est un frère (?) du cardinal Bentivenga da Bentivengi (1278) et est membre de l'ordre des franciscains.

## Biographie
En 1254, il entre dans l’ordre franciscain, et part ensuite à l’Université de Paris pour ses études sous la direction de Bonaventure, alors le grand maître intellectuel de l’ordre. Il est ensuite nommé lecteur au studium général des franciscains de Bologne (au moins en 1273-1274), puis devient maître en théologie à Paris en 1276. Il succède ensuite à Jean Peckham, autre célèbre scolastique franciscain, comme lecteur en théologie du Sacré Palais à Rome. Sa carrière prend alors un tour plus politique : il est élu ministre général de l’ordre franciscain (1287-1288).
D'Acquasparta est créé cardinal par le pape Nicolas IV lors du consistoire du 16 mai 1288. Il est grand pénitentiaire en 1289 et reçoit in commendam l'abbaye augustine de S. Croce in Gerusalemme à Rome en 1291.
Le cardinal d'Acquasparta participe au conclave 1292-1294, lors duquel Célestin V est élu et au conclave de 1294 (élection de Boniface VIII). Il prêche une croisade dans les États pontificaux pour défendre le pape Boniface VIII et il est légat notamment en Lombardie, Venise et Romagne et à Florence. Il meurt à Rome en 1302, et son corps est inhumé dans l’basilique Santa Mariain Aracœli, à Rome, dans un tombeau célèbre dû au ciseau de Giovanni Cosmati, l'un des plus importants Cosmates, et décoré d'une fresque, œuvre majeure de Pietro Cavallini.
Il est un important philosophe et théologien franciscain de la seconde moitié du XIIIe siècle, dont l'importance a souvent été éclipsée par la renommée de Bonaventure de Bagnorea, Jean Duns Scot et Guillaume d'Ockham. Auteur d'une grande érudition et conceptuellement inventif, il a contribué à forger de nombreux concepts et à poser les nouvelles problématiques qui allaient être développées par Jean Duns Scot et Guillaume d'Ockham en particulier.
Son œuvre est principalement constituée de questions disputées, consacrées à des questions de théologie et de théorie de la connaissance. La plupart de ces questions, conservées à l'état de manuscrit, ont été éditées au XXe siècle par les pères franciscains du Collège Saint Bonaventure. Matthieu d'Acquasparta a également composé un vaste commentaire aux Sentences de Pierre Lombard, pour l'instant toujours manuscrit.

## Œuvres éditées
- Quaestiones disputatae selectae, tomus 1, Quaestiones de fide et de cognitione, Ad Claras Aquas (Quaracchi), 1903 (lire en ligne)
- Quaestiones disputatae selectae, tomus 2, Quaestiones de Christo, Ad Claras Aquas (Quaracchi), 1914 (lire en ligne)
- Quaestiones disputatae de gratia, éd. Victorin Doucet, Quaracchi (Florence), 1935 (Biblioteca franciscana Scholastica medii aevi, 11).
- Quaestiones disputatae de fide et de cognitione, éd. PP. Collegium S. Bonaventurae, Quaracchi (Florence), 1957 (Biblioteca franciscana Scholastica medii aevi, 1).
- Quaestiones disputatae de productione rerum et de providentia, éd. Gideon Gàl, Quaracchi (Florence), 1956 (Biblioteca franciscana Scholastica medii aevi, 17).
- Quaestiones disputatae de incarnatione et de lapsu aliaeque selectae de Christo et de Eucharistia, éd. PP. Collegium S. Bonaventurae, Quaracchi (Florence), 2e éd., 1957 (Biblioteca franciscana Scholastica medii aevi, 2).
- Quaestiones disputatae de anima XII, éd. A.-J. Gondras, Paris, Vrin, 1961 (Études de philosophie médiévale, 50).
- Quaestiones disputatae de anima separata, de anima beata, de ieiunio et de legibus, éd. PP. Collegium S. Bonaventurae, Quaracchi (Florence), 1959 (Biblioteca franciscana Scholastica medii aevi, 18).
- Sermones de S. Francisco, de S. Antonio et de S. Clara. Appendix: Sermo de potestate papae, éd. Gedeon Gàl, Quaracchi (Florence), 1962 (Biblioteca franciscana Scholastica medii aevi, 10).